# Christian Weygand
Christian Weygand (* 30. Juli 1967 in Berlin) ist ein deutscher Theaterschauspieler, Synchronsprecher, Dialogregisseur und -autor. Er ist vorwiegend bekannt als deutsche Stimme von Vincent D’Onofrio.

## Werdegang
Weygand besuchte die Schauspielschule Zinner in München und war nach seinem Abschluss als Theaterschauspieler aktiv. Sein eigentliches berufliches Standbein war jedoch die Synchronisation, zu der er durch seinen Schulfreund und Theaterkollegen Matthias von Stegmann gegen Ende der 1980er Jahre stieß.

### Synchronisation
Filme
Seit Mitte der 1990er Jahre war Weygands Stimme in vielen Kinofilmen zu hören, so sprach er beispielsweise im Jahre 1995 Christopher Eccleston in der britischen Filmkomödie Kleine Morde unter Freunden, Anthony LaPaglia in Lifesavers – Die Lebensretter, 1997 synchronisierte er Jon Favreau in Swingers, und 1999 Brendan Fraser in Eve und der letzte Gentleman. Im Politthriller Thirteen Days (2001), der die Ereignisse der Kubakrise beschreibt, lieh er Steven Culp als Justizminister Robert F. Kennedy seine Stimme, 2003 hörte man ihn im Agententhriller Cypher für Jeremy Northam und 2006 in den Filmkomödien Bierfest für Paul Soter als auch in Happy Endings für Steve Coogan. Weitere Hauptrollen folgten, so synchronisierte er John Leguizamo im Katastrophenfilm The Happening (2008), Anatole Taubmann im Historiendrama Die Päpstin (2009), Jay Mohr im Filmdrama Hereafter (2010), Benedict Cumberbatch im kanadisch-deutschen Thriller Whistleblower – In gefährlicher Mission (2011) und Marton Csokas als junger Mossad-Agent Stephan im Agententhriller Eine offene Rechnung (2011). 2015 lieh er erneut Vincent D’Onofrio als Hoskins im kommerziell erfolgreichen Science-Fiction-Film Jurassic World seine Stimme.
Serien
Seit Anfang der 1990er bekam Christian Weygand Serienhauptrollen angeboten. Von 1993 bis 1994 hörte man ihn als Neil Winters in der US-Soap Schatten der Leidenschaft, 1994 für Matt LeBlanc in der Sitcom Verducci und Sohn, ein Spin-off von Eine schrecklich nette Familie, 1998 bis 1999 für Eddie Cibrian als Cole Deschanel in Sunset Beach. 2004 übernahm er die Rolle des Detective Robert Goren, gespielt von Vincent D’Onofrio, in der Primetime-Serie Criminal Intent – Verbrechen im Visier, weitere Hauptrollen in Krimiserien waren für Michael Cudlitz als Frank Rogers in Standoff (2008), für Noah Bean als David Connor in Damages – Im Netz der Macht (2008–2010), für Daniel Sunjata (als Franco Rivera) in Rescue Me (2009–2012). Seit 2012 spricht er auch die Rolle des Dean Pelton in der Sitcom Community. 2013–2015, 2017–2019 für Chris Gauthier als William Smee in Once Upon a Time – Es war einmal …. 2021 für Josh Stamberg als Director Tyler Hayward in WandaVision
Zeichentrick und Anime
Auch animierten Figuren vertonte er, so hatte er in der deutschen Fassung der Zeichentrickserie Die Schnorchels seinen ersten Episodenauftritt Ende der 1980er Jahre. In der Comic-Serie New Spider-Man, die von 1994 bis 1998 auf RTL ausgestrahlt wurde, sprach er den Protagonisten Peter Parker und in der Kinderserie Masako Nozawa (als 'Bumpety Boo', das gelbe) in Bumpety Boo – Der kleine gelbe Superflitzer (1995) hörte man ihn als sprechendes Auto. In der satirischen Animationsserie South Park übernahm er 1999 Nebenrolle des Mr. Hankey. In dem seit 2021 produzierten Anime Shūmatsu no Valkyrie übernimmt er die Rolle des Jack the Ripper.

### Dialogbuch und -regie
Als Dialogregisseur war er erstmals bei den Sprachaufnahmen zur US-amerikanischen Zeichentrickserie New Spider-Man von 1994 bis 1998 tätig, wobei er zugleich den Protagonisten sprach. Unter seiner Leitung entstanden auch die deutschen Fassungen der Filme 9 Songs (2004), Ich werde immer wissen, was du letzten Sommer getan hast (2006), Pumpkinhead: Asche zu Asche (2007), Outsourced – Auf Umwegen zum Glück (2008), Adventureland (2009) und From Paris with Love (2010) sowie den Serien Rescue Me (2006–2012), Damages – Im Netz der Macht (2008–2010) in der er auch die Rolle des David Connor spricht, Zeke und Luther (seit 2010), außerdem die Prime-Time-Serien Hawthorne (2010–2011) und White Collar (seit 2011).
Regieanweisungen erteilte er anhand seiner selbst verfassten Synchronbücher unter anderem bei den Filmen Michael Bay’s Texas Chainsaw Massacre (2003), Street Style (2004), Unsichtbar – Zwischen zwei Welten (2007) und Wintersonnenwende – Die Jagd nach den sechs Zeichen des Lichts (2007) und den Serien Worst Week (2011) und Sue Thomas: F.B.I. (2011–2012).
In den 2020ern führte er unter anderem Dialogregie bei This is Us (bis 2022) und Too Old to die Young (seit 2019) sowie bei den ersten vier Staffeln von For All Mankind. Ebenso war bei der Neuauflage der Fraggles (Die Fraggles: Back to the Rock) und der Serie Dope Thief als Dialogregisseur involviert.

### Hörproduktionen
Als Ensemblemitglied der Live-Hörspiel-Gruppe „HörSpieler München“ trat Christian Weygand im Sommer 2009 in Die rosarote Brille auf. Darüber hinaus beteiligte er sich am Livehörspiel Sherlock Holmes, welches im Juni 2011 in den „Bavaria Musikstudios“ aufgeführt wurde.
Als Hörspielsprecher wurde er vom Verlag Titania Medien im Jahr 2012 angeworben. In der Gruselkabinett-Hörspielreihe sprach er in Folge 61 Der Ring des Thot von Arthur Conan Doyle und in Folge 63 Besessen von Robert E. Howard.
Weygand war unter anderem auch an der Audio-Bearbeitung von Computerspielen beteiligt. So erschien 2001 das PC-Spiel Aquanox im deutschen Handel als Nachfolger der U-Boot-Computersimulation Schleichfahrt, worin er die Hauptperson, den Söldner Emerald „Dead-Eye“ Flint, sprach. Im Videogame Criminal Intent zur gleichnamigen Serie, das 2007 in Deutschland veröffentlicht wurde, konnte man ihn erneut als Detective Robert Goren hören.